# تورنيهيم سو لا هيم
تورنيهيم سو لا هيم (بالفرنسية: Tournehem-sur-la-Hem)‏ هي بلدية تقع في إقليم باد كاليه من منطقة نور با دو كاليه في شمال فرنسا. تبلغ مساحة هذه المدينة 18.14 (كم²)، وترتفع عن سطح البحر 39 م، يبلغ عدد سكانها 1253 نسمة حسب إحصاء المعهد الوطني للإحصاء والدراسات الاقتصادية سنة 2009 م. وترأس Léon Leclercq البلدية خلال فترة (2001-2008).